# Robert Day
Robert Day (Sheen (Londen), 11 september 1922 - Bainbridge Island, 17 maart 2017) was een Brits film- en televisieregisseur.

## Biografie
Robert Day werkte zich op van klapperman naar camerajongen tot cameraman in het Verenigd Koninkrijk om er midden jaren 1950 te beginnen regisseren.  Zijn eerste film als regisseur was de donkere komedie The Green Man (1956) voor het schrijver-producentteam van Frank Launder en Sidney Gilliat, wat fijne reacties kreeg en de waardering van "klassiek beroemd". Met dit als fijn startpunt werd Day een van de drukst bezette regisseurs. Hij verhuisde naar Hollywood in de jaren 1960 en regisseerde vele afleveringen van televisieseries en televisiefilms. Af en toe speelde hij een klein rolletje in eigen producties zoals The Haunted Strangler (1958), Two Way Stretch (1960), de tv-miniserie Peter and Paul (1981). Hij regisseerde meer dan 40 films tussen 1956 en 1991.
In de  jaren 1970-1980 regisseerde Day een groot aantal afleveringen voor vele Amerikaanse televisieseries waaronder Barnaby Jones, The F.B.I., Dallas, Walt Disney's Wonderful World of Color en Matlock.

### Privé
Day trouwde met Eileen Pamela Day in 1948, maar ze scheidden in 1969, en kregen hun dochter Roberta Jane Simons (15 oktober 1952). Na de echtscheiding trouwde hij met Dorothy Provine en kwam hun zoon Robert Day Jr. (28 mei 1969). Dorothy overleed op 25 april 2010. Hij werd zelf 94 jaar oud.

## Filmografie

### Televisieseries
- The Buccaneers (1956-1957)
- The Adventures of Robin Hood (1957-1960)
- Decision (1958)
- Rendezvous (1960)
- Danger Man (1964)
- The Human Jungle (1964)
- Tarzan (1966)
- Accidental Family (1967)
- The Avengers (1967)
- The F.B.I. (1968-1969)
- Run for Your Life (1968)
- The Invaders (1968)
- The Name of the Game (1969-1971)
- Bracken's World (1969-1970)
- The Bold Ones: The New Doctors (1969)
- Lancer (1969)
- The Bold Ones: The Protectors (1969)
- The Bold Ones: The Senator (1970)
- Matt Lincoln (1970)
- Ironside (1970)
- Paris 7000 (1970)
- Cade's County (1971-1972)
- Banyon (1971)
- The Sixth Sense (1972)
- Ghost Story (1972)
- The Streets of San Francisco (1973)
- Police Story (1973)
- Tenafly (1973)
- The New Perry Mason (1973)
- Barnaby Jones (1973)
- Kodiak (1974)
- McCloud (1974)
- Kojak (1975)
- Switch (1975)
- Kingston: Confidential (1976)
- Lucan (1977)
- Logan's Run (1977)
- Dallas (1978)
- Disneyland (1982)
- Hollywood Wives (1985)
- Matlock (1986)

### Films
- The Green Man (1956)
- Strangers' Meeting (1957)
- Corridors of Blood (1958)
- The Highwayman (1958)
- Grip of the Strangler (1958)
- Bobbikins (1959)
- Life in Emergency Ward 10 (1959)
- First Man Into Space (1959)
- Tarzan the Magnificent (1960)
- Two Way Stretch (1960)
- The Rebel (1961)
- Operation Snatch (1962)
- Tarzan's Three Challenges (1963)
- She (1965)
- Tarzan and the Valley of Gold (1966)
- Tarzan and the Great River (1967)
- Ritual of Evil (1970)
- House on Greenapple Road (1970)
- The Reluctant Heroes (1971)
- Mr. and Mrs. Bo Jo Jones (1971)
- In Broad Daylight (1971)
- Of Men and Women (1973)
- The Big Game (1973)
- The Great American Beauty Contest (1973)
- A Home of Our Own (1975)
- The Trial of Chaplain Jensen (1975)
- Death Stalk (1975)
- Having Babies (1976)
- Twin Detectives (1976)
- Black Market Baby (1977)
- The Grass Is Always Greener Over the Septic Tank (1978)
- The Initiation of Sarah (1978)
- Walking Through the Fire (1979)
- Murder by Natural Causes (1979)
- The Man with Bogart's Face (1980)
- Scruples (1981)
- Peter and Paul (1981)
- The Adventures of Pollyanna (1982)
- Beyond Witch Mountain (1982)
- Marian Rose White (1982)
- Cook & Peary: The Race to the Pole (1983)
- China Rose (1983)
- Your Place... or Mine (1983)
- Running Out (1983)
- London and Davis in New York (1984)
- Love, Mary (1985)
- The Lady from Yesterday (1985)
- Celebration Family (1987)
- The Quick and the Dead (1987)
- Higher Ground (1988)
- Fire: Trapped on the 37th Floor (1991)